# Syntaxis
La syntaxis (du grec ancien σύν « ensemble », et τάξις « taxe », soit « la taxe que l'on paye ensemble ») est la contribution au Trésor commun versée par les membres de la Seconde confédération athénienne (378-355 av.). Elle était seulement prélevée lors des campagnes militaires.
Elle se distingue du phoros qui était le nom du tribut versé par les membres de la Première Ligue athénienne ou Ligue de Délos (478-404 av.) à la cité d'Athènes, qui imposait alors son hégémonie sur toute la Grèce (sauf Sparte et Corinthe). 